# Bullenkuhlen
Bullenkuhlen település Németországban, Schleswig-Holstein tartományban. Lakosainak száma 397 fő (2023. december 31.).

## Népesség
A település népességének változása:
| Lakosok száma | 300  | 353  | 351  | 386  | 387  | 392  | 397  |
|               | 1975 | 2014 | 2017 | 2019 | 2021 | 2022 | 2023 |